# Dysderina similis
Dysderina similis là một loài nhện trong họ Oonopidae.
Loài này thuộc chi Dysderina. Dysderina similis được Eugen von Keyserling miêu tả năm 1881.